# دایره‌المعارف ارمنستان شوروی

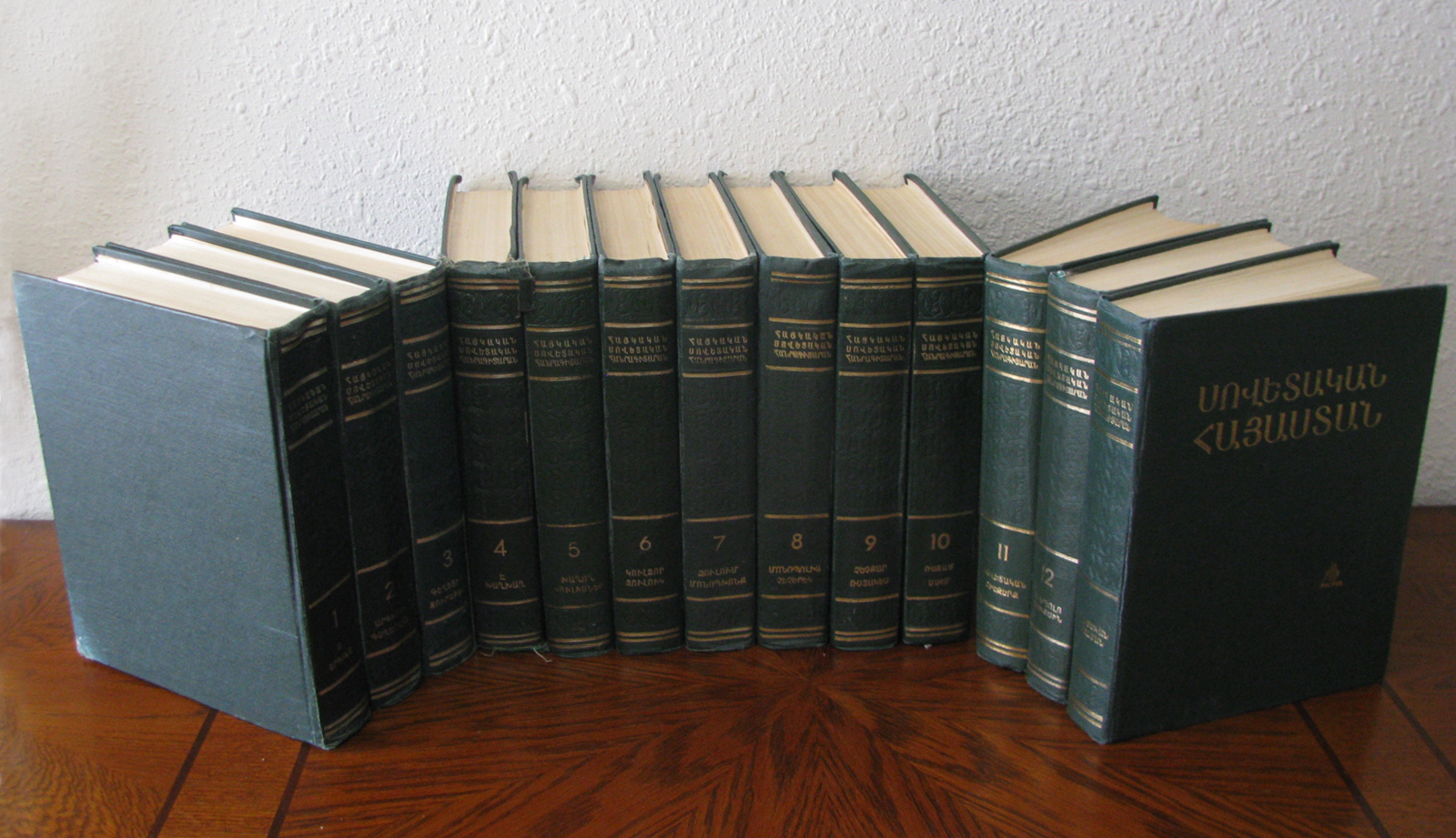

انتشارات دائرةالمعارف ارمنستان شوروی (ارمنی: Հայկական սովետական հանրագիտարան Haykakan sovetakan hanragitaran) در سال ۱۹۶۷ به عنوان بخشی از فرهنگستان ملی علوم ارمنستان تحت نظارت ویکتور هامبارتسومیان تأسیس شد.

## مجموعه‌ها
| نام                                           | سال       | جلدها |
| --------------------------------------------- | --------- | ----- |
| Armenian Concise Encyclopedia                 | ۱۹۹۰–۲۰۰۳ | ۴     |
| دایرةالمعارف کودکان Voskeporik (Golden Belly) | ۱۹۹۳–۱۹۹۹ | ۳     |
| مسئله ارمنی                                   | ۱۹۹۶      | ۱     |
| سازمان‌های جماعت ارمنیان پراکنده               | ۲۰۰۱      | ۱     |
| کلیسای ارمنی. Hierarchical Sees and Dioceses  | ۲۰۰۱      | ۱     |
| دایرةالمعارف ارمنستان مسیحی                   | ۲۰۰۲      | ۱     |
| جنگ قره‌باغ. ۱۹۸۸–۱۹۹۴                         | ۲۰۰۵      | ۱     |
| Family Encyclopedia Series                    | ۱۹۹۷–     | ۳     |

### دایرةالمعارف ارمنستان شوروی
نخستین جلد دایرةالمعارف ارمنستان شوروی در سال ۱۹۷۴ منتشر شد و چاپ نخست مجموعه کامل ۱۳ جلدی نیز در سال ۱۹۸۷ صورت گرفته‌است. دایرةالمعارف ارمنستان شوروی شامل ۳۸٬۷۶۷ مقاله، ۱۵٬۲۶۳ تصویر و ۸۵۸ نقشه در بیشتر از ۱۰۰٬۰۰۰ به چاپ رسیده‌است.
| جلد           | سال       | اسم‌ها              | مقالات | صفحات | تصاویر | نقشه‌ها | تعداد تیراژه |
| ------------- | --------- | ------------------ | ------ | ----- | ------ | ------ | ------------ |
| ۱             | ۱۹۷۴      | Ա-ԱՐԳԻՆԱ           | ۳٬۴۴۲  | ۷۲۰   | ۱٬۲۹۴  | ۷۵     | ۱۰۰٬۰۰۰      |
| ۲             | ۱۹۷۶      | ԱՐԳԻՇՏԻ-ԳԵՂԵՐՎԱՆ   | ۳٬۵۰۳  | ۷۲۰   | ۱٬۷۹۸  | ۷۵     | ۱۰۰٬۰۰۰      |
| ۳             | ۱۹۷۷      | ԳԵՂԵՑԻԿԸ-ԶՈՒՐԱԲՅԱՆ | ۳٬۵۰۹  | ۷۲۰   | ۱٬۷۲۶  | ۵۳     | ۱۰۰٬۰۰۰      |
| ۴             | ۱۹۷۸      | Է-ԽԱՂԽԱՂ           | ۳٬۴۵۱  | ۷۲۰   | ۱٬۲۲۸  | ۵۳     | ۱۰۰٬۰۰۰      |
| ۵             | ۱۹۷۹      | ԽԱՂՈՂ-ԿՈՒԼԻՍՆԵՐ    | ۳٬۶۹۴  | ۷۲۰   | ۱٬۳۲۶  | ۶۸     | ۱۰۰٬۰۰۰      |
| ۶             | ۱۹۸۰      | ԿՈՒԼԶՈՐ-ՁՈՒԼՈՒԿ    | ۳٬۱۰۸  | ۷۲۰   | ۱٬۰۹۷  | ۶۴     | ۱۰۰٬۰۰۰      |
| ۷             | ۱۹۸۱      | ՁՈՒԼՈՒՄ-ՄՈՆՈՊԽՈՆՔ  | ۳٬۲۵۰  | ۷۲۰   | ۱٬۴۳۶  | ۴۶     | ۱۰۰٬۰۰۰      |
| ۸             | ۱۹۸۲      | ՄՈՆՈՊՈԼԻԱ-ՉԵՉԵՐԵԿ  | ۳٬۱۴۵  | ۷۲۰   | ۱٬۲۷۴  | ۷۰     | ۱۰۰٬۰۰۰      |
| ۹             | ۱۹۸۳      | ՉԵՉՔԱՐ-ՌՍՏԱԿԵՍ     | ۳٬۱۸۵  | ۷۲۰   | ۱٬۰۴۶  | ۶۰     | ۱۰۰٬۰۰۰      |
| ۱۰            | ۱۹۸۴      | ՌՍՏԱՄ-ՍՍՀՄ         | ۲٬۰۰۹  | ۷۳۶   | ۱٬۰۶۵  | ۶۱     | ۱۰۰٬۰۰۰      |
| ۱۱            | ۱۹۸۵      | ՍՈՎԵՏԱԿԱՆ-ՏԻԵԶԵՐՔ  | ۲٬۹۷۰  | ۷۲۰   | ۹۵۸    | ۶۷     | ۱۰۰٬۰۰۰      |
| ۱۲            | ۱۹۸۶      | ՏԻԵՊՈԼՈ-ՖՈՒՔՍԻՆ    | ۳٬۵۰۱  | ۷۵۲   | ۱٬۰۱۵  | ۹۶     | ۱۰۰٬۰۰۰      |
| مجموعاً (۱–۱۲) | ۱۹۷۴–۱۹۸۶ | Ա-ՖՈւՔՍԻՆ          | ۳۸٬۷۶۷ | ۸٬۶۸۸ | ۱۵٬۲۶۳ | ۸۵۸    | ۱٬۲۰۰٬۰۰۰    |
| ۱۳            | ۱۹۸۷      | ՍՈՎԵՏԱԿԱՆ ՀԱՅԱՍՏԱՆ |        |       |        |        |              |